# Andrea Ferrazzi
Andrea Ferrazzi (Venezia, 16 agosto 1969) è un politico e autore televisivo italiano.

## Biografia
Si laurea in Economia aziendale presso l'Università Ca' Foscari Venezia con una tesi relativa a strategia d'azienda e pianificazione territoriale, per poi conseguire un master in Comunicazione d'Azienda (U.P.A.). Terminato il percorso formativo inizia a lavorare presso un'azienda privata di grandi dimensioni in qualità di responsabile dello sviluppo organizzativo delle risorse umane.
Parallelamente consegue una specializzazione in Istituzioni e processi di democrazia e sviluppo presso l’Università di Padova, per frequentare poi la prima edizione della Scuola Diocesana di formazione all’impegno sociopolitico del Patriarcato di Venezia. Ha legato questa attività con l'associazionismo culturale e sociale, nazionale e internazionale, in America Latina con il padre e nell’est Europa. Dal 1994 al 1998 è stato vicepresidente dell’Azione Cattolica del Patriarcato di Venezia, Responsabile del settore giovani e Consigliere triveneto.
Successivamente lavora in qualità di responsabile dello sviluppo quadri presso un'azienda di cui segue le fasi di riorganizzazione. 
Consulente per la sostenibilità e la rigenerazione urbana, ha contribuito alla scrittura di norme nazionali e alla predisposizione di progetti di sviluppo locale.
Nell’associazione "Liberare e Federale", si è occupato dei temi del federalismo e della sussidiarietà. È stato inoltre membro del comitato di presidenza di Ali e di Libertaeguale.  
Dal 2023 è componente del comitato degli esperti dell'Alleanza Italiana per lo Sviluppo Sostenibile (ASviS), di cui è attualmente Responsabile delle relazioni istituzionali.  
È ideatore e co-conduttore della rubrica televisiva settimanale EcoVisioni sulla sostenibilità ambientale, economica e sociale per Antenna Tre. 

## Attività politica
Eletto nel 1999 in consiglio provinciale, viene nominato assessore alla Cultura, all’Istruzione e all’Assistenza della Provincia di Venezia; successivamente è stato nominato vicepresidente della Provincia di Venezia con delega, tra le altre, alle Società Partecipate, ridotte, attraverso un poderoso piano di dismissione, da 43 a 14, incrementando l’efficienza e l’efficacia del sistema dei servizi, parallelamente ad un grande piano di investimenti per le scuole superiori.
Confluendo nel Partito Democratico fin dalla sua fondazione del 2007, risulta eletto come capolista veneziano alla Costituente Nazionale. Nello stesso anno è stato responsabile della formazione del Veneto e membro dell’esecutivo regionale del PD, fondando la prima scuola di formazione regionale, alla quale hanno partecipato per un anno di formazione 140 giovani.
Dal 2010 al 2014 viene nominato assessore del comune di Venezia in diversi referati, tra cui urbanistica ed edilizia. A seguito di questi incarichi, è stato nominato responsabile nazionale dell'urbanistica per i comuni italiani (ANCI).
Dal 2015 è nominato capogruppo del Partito Democratico nel consiglio comunale di Venezia come primo degli eletti, nonché consigliere nella città metropolitana di Venezia.
Alle primarie del PD del 2017 viene eletto all'Assemblea nazionale del PD, come capolista a Venezia, e, il successivo 22 luglio, viene nominato dal segretario del PD Matteo Renzi come Responsabile con delega all'Urbanistica e all'Edilizia nella segreteria nazionale del PD. Parallelamente, ha lavorato nel settore della rigenerazione urbana e nella valorizzazione del patrimonio immobiliare.

### Elezione a senatore
Alle elezioni politiche del 2018 viene candidato al Senato della Repubblica, tra le liste del Partito Democratico nel collegio plurinominale Veneto - 01, risultando eletto senatore. Nella XVIII legislatura della Repubblica è stato membro e capogruppo per il PD nella 13ª Commissione Territorio, ambiente, beni ambientali, vicepresidente della Commissione parlamentare d'inchiesta per il ciclo illecito dei rifiuti e componente della Commissione parlamentare d’inchiesta sul sistema bancario e finanziario e, in sostituzione del sottosegretario al MIT nel governo Conte II Salvatore Margiotta, della 8ª Commissione Lavori pubblici, comunicazioni, concludendo il mandato da senatore con una presenza in aula o in missione di oltre il 98%. 

### Attività parlamentare
Membro del comitato ristretto dei 7 presso la commissione Affari costituzionali al Senato, concorre alla stesura e alla definizione dell'accordo politico che ha portato alla riforma della Costituzione in chiave ambientale, tramite la quale è modificato uno dei primi 12 articoli -l'articolo 9- che costituiscono i principi fondamentali. All'originario articolo 9 viene dunque aggiunto il principio per cui la Repubblica "Tutela l'ambiente, la biodiversità, e gli ecosistemi, anche nell'interesse delle future generazioni. La legge dello Stato disciplina i modi e le forme di tutela degli animali". Viene inoltre modificato l'articolo 41, stabilendo che l'iniziativa economica privata non può svolgersi "in modo da recare danno alla salute, all'ambiente".  Per la prima volta si introduce in costituzione la tutela dell’ambiente e della solidarietà inter-generazionale, oltre alla già prevista solidarietà intra-generazionale. Viene inoltre inserita la tutela degli animali.
Ha introdotto nel sistema nazionale il divieto dell’uso dei prodotti di plastica monouso, salvo l’utilizzo della bio e della compostabile; l'obiettivo era da un lato abbattere in modo significativo la produzione e la dispersione in ambiente della plastica, dall’altro rafforzare la filiera che vede l'Italia leader in Europa.
Fa approvare una propria norma che consente di produrre bottiglie e contenitori di Pet riciclato al 100%. Ciò determina, secondo le stime, un forte impatto nella riduzione di emissioni di CO2, la diminuzione della dispersione delle bottiglie nell’ambiente, il rafforzamento della filiera industriale nazionale.
È il primo firmatario della mozione approvata dal Senato che dichiara lo Stato di Emergenza ambientale e climatico, precondizione per una maggiore incisività dell’azione dei soggetti pubblici e privati. È relatore dell’inchiesta sugli incendi di rifiuti presso la commissione bicamerale sulle ecomafie.
Nel novembre 2021 rappresenta il Parlamento italiano presso la Cop26 di Glasgow sui cambiamenti climatici. Rappresenta il Parlamento Italiano nella conferenza dei Parlamenti ONU sui cambiamenti climatici.
È relatore del disegno di legge sui Pfas, dichiarati dall’Alto Commissariato ONU in Italia "il più grande inquinamento ambientale nella storia d'Europa". È primo firmatario del disegno di legge sulla rigeneraIone urbana.
Ha determinato la normativa nazionale sull'economia circolare.

### Attività su sostenibilità e transizione ecologica
L'attività politica e sociale di Ferrazzi si è articolata in maniera prioritaria su temi di ambiente, sostenibilità e transizione ecologica. A seguito di questo, nel 2023 è stato inserito nel comitato degli esperti dell'Alleanza Italiana per lo Sviluppo Sostenibile (ASVIS). Nello stesso anno, come presidente e fondatore dell'associazione "Persone ecologia reti" ha ideato e co-conduce la rubrica televisiva la rubrica televisiva EcoVisioni per Antenna Tre, con diversi ospiti tra cui Matteo Zuppi, Pichetto Fratin, Enrico Giovannini, Regina De Albertis, Giorgio De Rita, Ester Barel, Marco Minniti, Maria Grazia Midulla, Francesco Rutelli, Ermete Realacci, Pierluigi Stefanini, Gabriella Chiellino, Giuseppe Argiró, Luca Antonini.
Dal dicembre 2024 è Curatore editoriale della collana EcoVisioni per la casa editrice Marietti1820, collana dedicata al tema della Sostenibilità.
È componente del Consiglio di Amministrazione dell’impresa sociale "On! Trasformazioni generative".

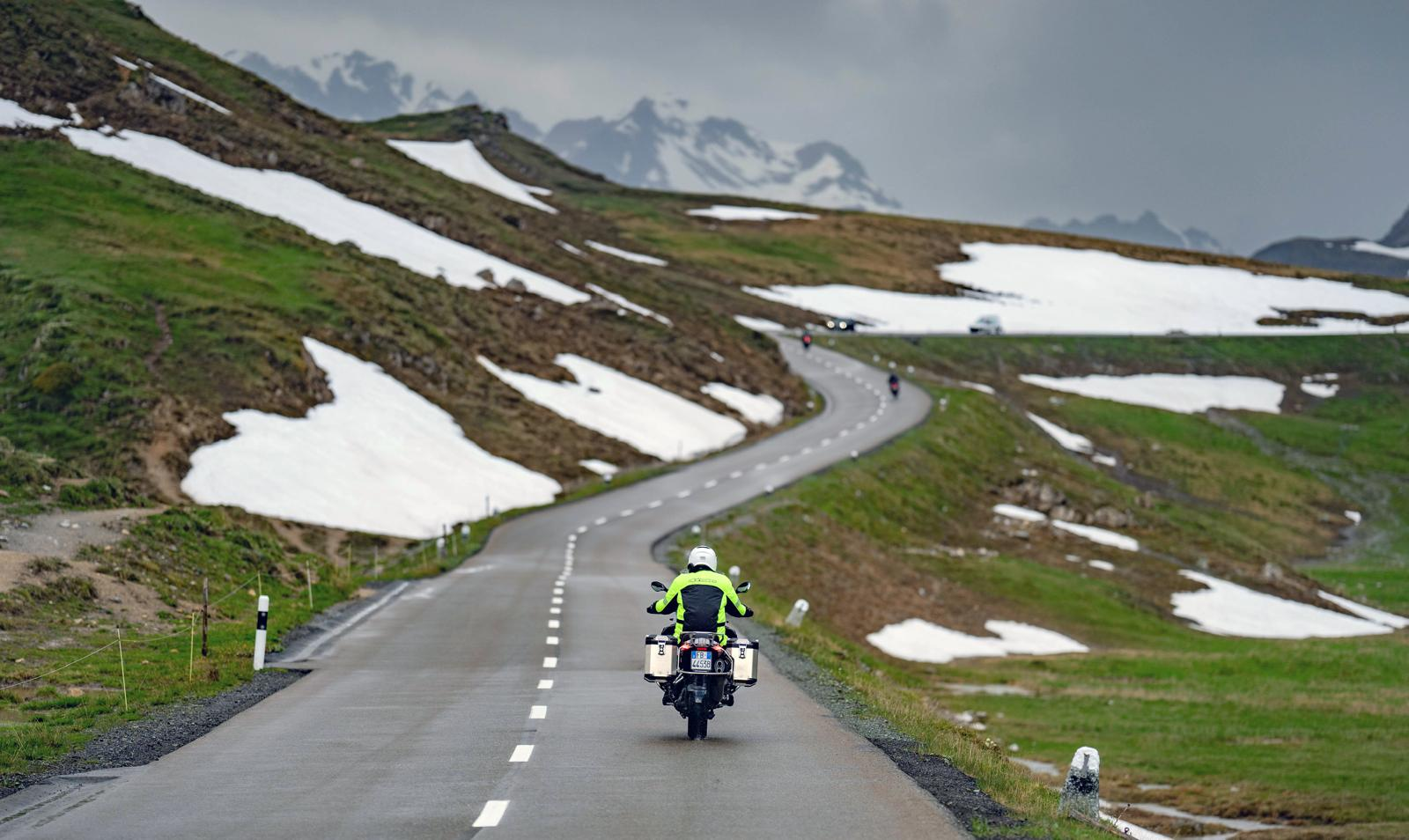
Foto scattata in occasione della collaborazione con la rivista Motociclismo.

Ha collaborato con la rivista Motociclismo per un progetto di approfondimento su come il cambiamento climatico stia impattando sullo stato delle valli e delle terre alte, attraversando l’arco alpino in moto, dal Veneto alla Valle D’Aosta fino alla Svizzera. In particolare, ha approfondito le cause e le conseguenze della Tempesta Vaia, il rapporto tra uomo e grandi carnivori (lupo ed orso), come cambia la flora e la fauna, lo scioglimento dei ghiacciai, il rapporto tra le economie dei monti e quelle della pianura. Tale viaggio è stato raccontato in tre puntate sulla rivista dalla quale è stato seguito, che ne ha narrato gli incontri con i personaggi più significativi.

## Opere
- In politica per l’ambiente - Un cammino necessario. Prefazione di Edo Ronchi. Emi, 2023. ISBN  9788830725522 [28]
- in Il Capitalismo delle emozioni nella pubblica amministrazione. Franco Angeli A cura di Ferdinando Azzariti, 2009 [29]
- in Adhocrazia e management nella pubblica amministrazione. Franco Angeli, a cura di Ferdinando Azzariti, 2007 [30]
- in Innovazione e risorse umane. Guerini e Associati, a cura di Ferdinando Azzariti, 2007